# La gran mentira del rock'n'roll

La gran mentira del «rocanrol» es una película de comedia publicada en 2002 y dirigida por Tono Errando. La película está incluida como anexo junto al CD "Más de 8 millones de discos vendidos" de la banda española de rock satírico Mojinos Escozíos.

## Sinopsis
Un grupo de periodistas se propone  descubrir qué hay detrás de los grupos de rock and roll y desenmascarar la verdadera cara de éstos cuando no hay cámaras grabándoles. El director de contenidos del canal escoge para este reportaje de investigación al irreverente y políticamente incorrecto grupo de rock Mojinos Escozíos, al que dice no soportar por encarnar sus miembros unos estereotipos que detesta con fuerza, y también porque sus hijos los escuchan continuamente en su casa. 
Así, aprovechando la presentación del nuevo disco de la banda en el Teatro La Aliança del Poblenou de Barcelona, el equipo realiza un reportaje con cámaras ocultas simulando ser los periodistas que cubren el evento de la presentación.
De este modo, antes del concierto, los periodistas colocan varias microcámaras de espionaje,  escondidas bajo la apariencia de elementos tan estrafalarios como una bombilla, un clip, una araña o un chicle masticado; por distintos lugares del teatro, como los camerinos, los baños, los pasillos, el bar... con la esperanza de captar qué hacen y a qué se dedican los miembros de la banda cuando no les ve nadie.
Así, descubren cosas tan peculiares como la "radioactividad" del intestino grueso del bajista, Juan Carlos Barja "El Zippy", las desventuras ligando del batería Vidal Barja "El Puto", la cleptomanía y desinhibición sexual del guitarrista Juan Ramón Artero "El Chicho", la aparente normalidad del guitarrista rítmico Vidal Barja hijo "Vidalito" o la personalidad arrogante y vanidosa del cantante Miguel Ángel Rodríguez "El Sevilla". Además de descubrir hechos y comportamientos sobre los miembros el grupo, descubren que La Conchi, novia del cantante, es la pieza dominante que toma las decisiones del grupo ante la pasividad de El Sevilla y de los demás miembros del grupo, o cómo el mánager del grupo se queda con un 80% de cada actuación del grupo dejándoles a ellos solamente el 20% viendo que se dejan engañar. Sin embargo, el mánager recibirá de su propia medicina después de que el vigilante de seguridad del evento aprovechara un descuido en que éste le dejó a cargo del dinero mientras se ausentaba unos minutos para huir con el dinero (8 millones de pesetas) y retirarse.
Incluso hay cabida para sueños desconcertantes, como el que tiene uno de los reporteros durante el concierto en el que sueña/presiente las aficiones sadomasoquistas del propio director de contenidos de la cadena, un preludio cómico previo a la canción Mi Jefe
Por último, detrás de todo este entramado, se encuentra un pintoresco personaje (de marcado acento catalán) que pretende acabar con la banda por viejas rencillas que tiene con ellos y para ello cuenta con la ayuda de La Conchi, quién resulta ser una infiltrada que coloca maletines bomba por varios lugares del teatro que luego hacen explosionar.
La historia acaba con los miembros de los Mojinos en una playa celebrando lo bien que les va la vida desde que el mundo pensó que murieron en la explosión, pues están ganando más dinero con publicaciones de discos que supuestamente grabaron antes de morir en el teatro que lo que ganaban cuando les creían vivos.
Esta trama se cuenta a través de varios sketches, videoclips y un gran concierto donde aparecen los fanes del grupo.

## Videoclips
- "Que llueva, que llueva".[4]
- "Me voy a la playa".[5]
- "Mi novia".[6]